# Cà Mau (stad)
Cà Mau is de zuidelijkste grote stad in Vietnam, in de Mekong-delta. De stad heeft 111.894 inwoners (2005). Cà Mau heeft een eigen luchthaven, die ten zuiden van de stad gelegen is: Luchthaven Cà Mau. Het is de hoofdstad van de provincie Cà Mau.